# Callochiton calcatus
Callochiton calcatus is een keverslakkensoort uit de familie van de Callochitonidae. De wetenschappelijke naam van de soort is voor het eerst geldig gepubliceerd in 1994 door Dell'Angelo & Palazzi.